# Daniel Bækkegård
Daniel Lund Bækkegård né le 26 avril 1996 à Copenhague, est un triathlète danois, vainqueur sur compétition Ironman 70.3 et Ironman.

## Biographie
Daniel Bækkegård a des antécédents en natation où il a concouru au niveau national dans les catégories minimes et cadets. En 2014, il est passé au triathlon, en participant à des épreuves de Coupe d'Europe et des championnats nationaux dans la catégorie juniors.
Il habite et s'entraîne à Odense dans le Danemark du Sud.

## Palmarès
Le tableau présente les résultats les plus significatifs (podium) obtenus sur les circuits international de triathlon depuis 2019,,.
| Année | Compétition                       | Pays                | Position           | Temps           |
| ----- | --------------------------------- | ------------------- | ------------------ | --------------- |
| 2021  | Ironman 70.3 Lanzarote            | Espagne             | Médaille d'or      | 4 h 3 min 29 s  |
| 2021  | Championnat du monde Ironman 70.3 | États-Unis          | Médaille de bronze | 3 h 42 min 24 s |
| 2021  | Ironman 70.3 Dubai                | Émirats arabes unis | Médaille d'or      | 3 h 33 min 1 s  |
| 2020  | Ironman 70.3 Tallinn              | Estonie             | Médaille d'or      | 3 h 40 min 7 s  |
| 2019  | Ironman Autriche                  | Autriche            | Médaille d'or      | 8 h 14 min 26 s |
| 2019  | Ironman 70.3 Finlande             | Finlande            | Médaille d'or      | 3 h 45 min 37 s |